# يان فريزر
يان فريزر (بالإنجليزية: Ian Frazier)‏ هو كاتب وصحفي أمريكي، ولد في 1951 في كليفلاند في الولايات المتحدة.